# Acantholycosa sundukovi
Acantholycosa sundukovi Marusik, Azarkina & Koponen, 2004 è un ragno appartenente alla famiglia Lycosidae.

## Etimologia
Il nome della specie è in onore dell'entomologo russo Yuri Sunduk, specialista in coleotteri carabidi, che raccolse gli esemplari dell'olotipo.

## Caratteristiche
L'olotipo maschile rinvenuto ha lunghezza totale è di 6,00mm; la lunghezza del cefalotorace è di 3,25mm; e la larghezza è di 2,40mm.

## Distribuzione
La specie è stata reperita nella Russia orientale: l'olotipo maschile è stato rinvenuto a Sukhoi Klyuch, nella riserva di Lazo, appartenente alla Provincia Marittima.

## Tassonomia
Appartiene all'oligerae-group, le cui caratteristiche peculiari sono: un ben sviluppato braccio apicale dell'apofisi tegolare, estremità contorta dell'embolus e apofisi paleale di forma laminare e piatta.
Al 2016 non sono note sottospecie e dal 2011 non sono stati esaminati nuovi esemplari.